# Diocesi di San Felipe (Venezuela)
La diocesi di San Felipe (in latino Dioecesis Sancti Philippi in Venetiola) è una sede della Chiesa cattolica in Venezuela suffraganea dell'arcidiocesi di Barquisimeto. Nel 2022 contava 549.000 battezzati su 640.000 abitanti. È retta dal vescovo Rubén Gregorio Delgado Carmona.

## Territorio
La diocesi comprende lo stato venezuelano di Yaracuy.
Sede vescovile è la città di San Felipe, dove si trova la cattedrale di San Filippo apostolo.
Il territorio è suddiviso in 33 parrocchie.

## Storia
L'evangelizzazione ebbe inizio con il sistema delle encomiendas. Una delle obbligazioni degli encomenderos era l'evangelizzazione degli Indios che vivevano sotto la loro protezione. Allo scopo dovevano mantenere un sacerdote missionario e pagare tutto il necessario per il culto. Queste missioni diedero origine a numerosi villaggi della zona.
Nel 1710 i cappuccini della provincia di Andalusia fondarono tre centri missionari nella parte bassa di Yaracuy, che va da San Felipe fino al mare. La città di San Felipe, sede della diocesi, trasse la sua origine da un gruppo di spagnoli delle Isole Canarie, che si stabilirono nella località chiamata Los Cerritos.
Per quanto riguardava la giurisdizione ecclesiastica lo stato di Yaracuy apparteneva all'arcidiocesi di Barquisimeto, eccetto Nirgua, che apparteneva alla diocesi di Valencia (oggi arcidiocesi). Tale rimase fino al 7 ottobre 1966, quando papa Paolo VI eresse la diocesi di San Felipe con la bolla Ex quo tempore.
Il 18 agosto 1981, con la lettera apostolica Tanta est, papa Giovanni Paolo II ha confermato la Beata Maria Vergine, venerata con il titolo di Nuestra Señora de la Presentación, patrona principale della diocesi.

## Cronotassi dei vescovi
Si omettono i periodi di sede vacante non superiori ai 2 anni o non storicamente accertati.
- Tomás Enrique Márquez Gómez † (30 novembre 1966 - 29 febbraio 1992 ritirato)
- Nelson Antonio Martínez Rust (29 febbraio 1992 - 11 marzo 2016 dimesso)
- Víctor Hugo Basabe (11 marzo 2016 - 31 ottobre 2023 nominato arcivescovo di Coro)
- Rubén Gregorio Delgado Carmona, dal 29 novembre 2024

## Statistiche
La diocesi nel 2022 su una popolazione di 640.000 persone contava 549.000 battezzati, corrispondenti all'85,8% del totale.
| anno | popolazione | popolazione | popolazione | presbiteri | presbiteri | presbiteri | presbiteri                | diaconi | religiosi | religiosi | parrocchie |
| anno | battezzati  | totale      | %           | numero     | secolari   | regolari   | battezzati per presbitero | diaconi | uomini    | donne     | parrocchie |
| ---- | ----------- | ----------- | ----------- | ---------- | ---------- | ---------- | ------------------------- | ------- | --------- | --------- | ---------- |
| 1966 | ?           | 200.000     | ?           | 5          |            | 5          | ?                         |         |           |           | 15         |
| 1970 | 227.646     | 232.291     | 98,0        | 38         | 26         | 12         | 5.990                     |         | 17        | 58        | 21         |
| 1976 | 275.500     | 290.000     | 95,0        | 30         | 25         | 5          | 9.183                     |         | 8         | 80        | 22         |
| 1980 | 322.000     | 339.000     | 95,0        | 28         | 21         | 7          | 11.500                    | 3       | 10        | 68        | 25         |
| 1990 | 412.000     | 434.000     | 94,9        | 33         | 27         | 6          | 12.484                    | 3       | 17        | 108       | 26         |
| 1999 | 430.000     | 500.000     | 86,0        | 30         | 26         | 4          | 14.333                    | 1       | 4         | 55        | 32         |
| 2000 | 430.000     | 500.000     | 86,0        | 30         | 26         | 4          | 14.333                    | 1       | 4         | 55        | 32         |
| 2001 | 430.000     | 500.000     | 86,0        | 30         | 26         | 4          | 14.333                    | 1       | 4         | 55        | 32         |
| 2002 | 430.000     | 500.000     | 86,0        | 32         | 28         | 4          | 13.437                    | 1       | 4         | 55        | 32         |
| 2003 | 430.000     | 500.000     | 86,0        | 34         | 30         | 4          | 12.647                    | 1       | 4         | 55        | 31         |
| 2004 | 438.000     | 500.000     | 87,6        | 38         | 33         | 5          | 11.526                    |         | 5         | 64        | 32         |
| 2010 | 476.000     | 554.000     | 85,9        | 33         | 31         | 2          | 14.424                    |         | 3         | 64        | 32         |
| 2014 | 506.000     | 590.000     | 85,8        | 35         | 33         | 2          | 14.457                    | 5       | 3         | 64        | 32         |
| 2017 | 527.000     | 614.000     | 85,8        | 34         | 32         | 2          | 15.500                    | 5       | 4         | 51        | 33         |
| 2020 | 536.180     | 624.488     | 85,9        | 36         | 35         | 1          | 14.893                    | 5       | 3         | 56        | 33         |
| 2022 | 549.000     | 640.000     | 85,8        | 35         | 34         | 1          | 15.685                    | 5       | 2         | 62        | 35         |